# Опаленко Андрій Антонович
Андрій Антонович Опаленко (1908, село Веселий Кут, тепер Тальнівського району Черкаської області — ?) — український радянський діяч, новатор сільськогосподарського виробництва, бригадир тракторної бригади Тальнівської МТС Тальнівського району Київської (Черкаської) області. Депутат Верховної Ради УРСР 2-го скликання.

## Життєпис
Народився у багатодітній бідній селянській родині. З дитячих років працював по наймах.
Закінчивши курси трактористів, працював трактористом Тальнівської машинно-тракторної станції (МТС) Тальнівського району Київської області. Потім закінчив курси бригадирів-механіків тракторних бригад. До 1941 року — бригадир тракторної бригади Тальнівської МТС Київської області.
З 1941 року — в Червоній армії, учасник німецько-радянської війни.
З 1945 року — бригадир тракторної бригади Тальнівської МТС Тальнівського району Київської (тепер —Черкаської) області. Бригада перевиконувала плани. У 1946 році на кожний трактор було виорано по 606 гектарів, зекономлено 850 кілограмів пального.
Потім — на пенсії.

## Нагороди
- орден Вітчизняної війни 2-го ст. (6.04.1985)
- медаль «За відвагу»
- медаль «За взяття Кенігсберга»
- медаль «За перемогу над Німеччиною у Великій Вітчизняній війні 1941—1945 років»
- медалі